# Gypsophila torulensis
Gypsophila torulensis ist eine Pflanzenart aus der Gattung der Gipskräuter (Gypsophila) in der Familie der Nelkengewächse (Caryophyllaceae).

## Beschreibung
Gypsophila torulensis ist eine einjährige Pflanze. Sie ist drüsig behaart. Die zahlreichen Stängel sind dünn, aufrecht-aufsteigend und 7 bis 28 Zentimeter lang. Am Grund beträgt ihr Durchmesser 0,5 bis 2 Millimeter. Die Laubblätter messen 5 bis 10 × 1,3 bis 2 Millimeter und sind verkehrt-lanzettlich, mehr oder weniger spitz und grün.
Der Blütenstand ist eine sehr lockere und vielblütige Schirmrispe. Die Tragblätter sind 1,5 bis 4 Millimeter lang und verkehrt-lanzettlich. Der Blütenstiel ist 5 bis 10 Millimeter lang. Der Kelch ist glockenförmig, 2 bis 4 Millimeter lang und auf zwei Drittel der Länge geteilt. Die Kelchzähne sind länglich, spitz bis zugespitzt, 0,6 bis 1,5 Millimeter lang und an den Rändern häutig. Die Kronblätter sind 3 bis 6 × 1,8 bis 2 Millimeter groß, weißlich oder rosa, keilförmig und ausgerandet. Die Kapseln sind 2 bis 3,8 × 1,3 bis 1,8 Millimeter groß, länglich und im Kelch versunken. Die Samen sind 0,6 bis 0,8 × 0,5 bis 0,8 Millimeter groß, schwarz-braun bis schwärzlich und nierenförmig bis fast kugelförmig. Auf ihrer Oberfläche befinden sich flache Tuberkel. Jede Kapsel enthält sechs bis zehn Samen.
Gypsophila torulensis blüht im Juni und fruchtet im Juli.

## Vorkommen
Die Art ist im Landkreis Torul, Provinz Gümüşhane, nordwestliches Anatolien, Türkei endemisch. Die bisher bekannten Exemplare wurden auf Felsen aus kalkhaltigem Gestein in einer Höhenlage von 1100 Meter gefunden.

## Systematik
Gypsophila torulensis wurde 2013 von dem türkischen Botaniker Murat Koç erstbeschrieben. Innerhalb der Gattung Gypsophila wird die Art in die Sektion Macrorrhizaea  gestellt. Sie ist eng mit dem Mauer-Gipskraut (Gypsophila muralis) verwandt.

## Belege
- Murat Koç: Gypsophila torulensis (Caryophyllaceae), a New Species from Turkey. In: Annales Botanici Fennici. Band 50, Nr. 3, 2013, S. 149–150, DOI:10.5735/085.050.0304, PDF-Datei.